# Lago de Biaó
Lago de Biaó är en kratersjö i Ekvatorialguinea. Den ligger i den nordvästra delen av landet, 50 km söder om huvudstaden Malabo. Lago de Biaó ligger 1 816 meter över havet. Arean är 0,46 kvadratkilometer. Den ligger på ön Isla de Bioko. I omgivningarna runt Lago de Biaó växer i huvudsak städsegrön lövskog. Den sträcker sig 0,8 kilometer i nord-sydlig riktning, och 0,8 kilometer i öst-västlig riktning.